# Кинель-Черкассы
Кине́ль-Черка́ссы — село, административный центр сельского поселения Кинель-Черкассы и Кинель-Черкасского района Самарской области России, в 110 км восточнее областного центра города Самары, на реке Большой Кинеле. Крупнейший сельский населённый пункт области и Поволжья, 29-й по России в целом.
Село жители разделяют на районы: Центр, Гора, Зелёнка, Городок, Печа, Полк.

## История
Основание села Кинель-Черкассы связано с укреплением восточных границ Московского царства и заселением Самарского края. История Кинель-Черкасс имеет прямую связь и с освоением Оренбургского края. Последнее, ведущееся за счёт башкирских земель, проходило в кровопролитной борьбе с коренным населением. Поэтому на башкирских землях, главным образом по рекам Самара и Урал, было решено строить крепости. Так как для службы в них требовались люди, началась вербовка украинцев или черкасс (экзоним казаков, преимущественно, украинских в российском государстве (в частности, в официальных документах) до конца XVIII века).

20 августа 1739 года на имя начальника Оренбургского края генерал-лейтенанта князя Урусова был послан Указ царицы Анны Иоанновны, в котором говорилось, что 
«…для поселения в упомянутых же крепостях принимать вам из Черкасс…»
Весной 1742 года переселенцам был сделан смотр. В Оренбургские крепости прибыло 618 семей в количестве 3356 человек, из них 851 человек был определён в казаки. Людей расселили в крепостях Рассыпной, Татищевской, Чернореченской. Однако они не прижились в этих местах — служба здесь была слишком трудной. Украинцы неоднократно заявляли о своем желании вернуться на родину, что, наконец, им и разрешила сделать вступившая на престол Елизавета Петровна. Всё же 46 семейств с разрешения Сената остались, перейдя на жительство вглубь края, на реку Большой Кинель. Здесь в 1744 году они и основали Черкасскую слободу. В связи с тем, что слобода была образована на реке Большой Кинель, она стала называться «Слобода Кинель-Черкассы». Поселение было на левом берегу реки. Места занятые казаками изобиловали рыбой, птицей, зверями и лесом, земли были плодородные и поэтому понравились выходцам из Малороссии. Наряду с Кинель-Черкассами, центрами украинской диаспоры были сёла Полудни и Коханы, в Полуднях вплоть до начала 1990-х годов украинцы составляли 60 % населения.
С конца XIX века в Кинель-Черкассах стало селиться разноязычное население: чуваши, мордва, татары. Около 1772 года кончились переселения вольницы. Доселе малороссы были в Кинель-Черкасской слободе преобладающим народом. После усмирения Пугачёвского бунта в Кинель-Черкасскую слободу пришли два ходока из Тамбовской губернии: Юдай и Макар Кицев и попросили малороссов принять их в своё общество. Вслед за ними последовали другие переселенцы с Тамбовщины. Впоследствии сюда стали переселяться крестьяне из других малоземельных губерний, в частности Курской и Полтавской. Помещиков здесь не было, поэтому село было названо «слободой» как крупное село, не знающее крепостного права. В конце XVIII века (1793 год) в Кинель-Черкасской слободе насчитывалось уже 455 дворов и 2846 человек.
В 1801 году казачье население было полностью переведено из Кинель-Черкасс в основанное ими село Островное Каменно-Озёрного юрта Оренбургского казачьего войска. В Островном было поставлено 270 дворов, в которых проживало почти 1700 человек, и не случайно во время планового переселения часть семей кинель-черкасских казаков перебрались на территорию Второго военного отдела Оренбургского казачьего войска, в том числе в район станицы Таналыкской (ныне здесь располагается Ириклинское водохранилище).
Со временем слобода утратила своё охранно-сторожевое назначение. В начале XX века Кинель-Черкассы — это уже большое село, крупный производственный и торговый центр Самарской губернии, имевший транспортное сообщение с другими городами.

## Транспорт
Село имеет весьма выгодное транспортно-географическое положение. В южной части села находится железнодорожная станция Толкай на историческом ходу Транссиба, через которую проходит несколько пар электропоездов и поездов дальнего следования в день. Недалеко от железнодорожного вокзала находится автостанция, обслуживающая более десятка автобусов дальнего следования на восток Самарской области и в Оренбуржье.

## Население
| 1959   | 1970    | 1979    | 1989    | 2002    | 2010    | 2021    |
| ------ | ------- | ------- | ------- | ------- | ------- | ------- |
| 14 091 | ↗15 165 | ↗17 555 | ↗17 690 | ↗18 536 | ↘17 252 | ↘16 658 |

## Достопримечательности
В селе имеется Вознесенская церковь, построенная в романском стиле в 1839 году (с тех пор служба в ней ни разу не прекращалась). В сталинские годы была одной из трёх действующих в области церквей. При церкви больше 30 лет жила блаженная старица Мария Самарская.

## Инфраструктура
В центре села имеется музей (ул. Красноармейская), дом культуры с народным театром, кинотеатр им. Гагарина (КДЦ).

## Спорт
Кинель-Черкасская футбольная команда «Торпедо-Вега», играющая на стадионе «Урожай», выступает в чемпионате области. Спортивный клуб «Факел» выступает на мировых соревнованиях и первенствах Европы по «Универсальному бою».
С 2011 года в селе активно развивается клуб по стрельбе из лука «Фаворит» и за 2011—2012 годы был проведен ряд соревнований, в том числе несколько этапов кубка области и кубка главы Кинель-Черкасского р-она.
С 5-го по 7-е июля 2013 г. на территории Кандарихиной рощи с. Кинель-Черкассы состоялся профессиональный Международный чемпионат по пляжному теннису высшей категории G1 «STANDART OPEN» с призовым фондом $10 000.
В 2015 открылась Трасса для Мотокросса (в районе озера круглое), на котором ежегодно проводятся соревнования областного уровня.

## Известные уроженцы
- Елисов, Павел Александрович — полковник Советской Армии, участник Великой Отечественной войны, Герой Советского Союза (1945).
- Кухта, Олег Валерьевич — актёр и певец, Заслуженный артист России.
- Зайцев, Владимир Владимирович - российский учёный, профессор, специалист в области физиологии, воспроизведения и искусственного осеменения сельскохозяйственных животных